# Hylorina sylvatica
El sapito selvático o rana esmeralda (Hylorina sylvatica), también llamada rana verde dorada, rana arbórea, sapo esmeralda de las selvas, sapo arbóreo, rana dorada, entre otros nombres. Es un anfibio anuro de la familia Batrachylidae que se encuentra en Chile y Argentina, siendo el único representante del género Hylorina. 
Su hábitat natural son los bosques subantárticos, los bosques templados y las selvas húmedas situadas entre la Región de la Araucanía y el archipiélago de Chonos, frente a la Región de Aisén en Chile, habitando en esteros y pantanos.
Un estudio científico de 2023 predijo que, de continuar la actual tendencia climática, esta especie vería reducido su rango de distribución, amenazando seriamente su supervivencia.